# Armindo Sieb
Armindo Sieb (Halle, 17 febbraio 2003) è un calciatore tedesco, attaccante del Magonza, in prestito dal Bayern Monaco.

## Carriera

### Club

#### Bayern Monaco e Greuther Fürth
Sieb è cresciuto nei settori giovanili di Motor Halle, RB Lipsia, Hoffenheim e Bayern Monaco, dove è approdato il 13 maggio 2020.
Il 15 ottobre dello stesso anno ha debuttato in prima squadra rimpiazzando Douglas Costa al 61' nell'incontro vinto 3-0 contro il Düren in DFB-Pokal, dove ha però subito un infortunio al leagmento della caviglia che lo ha costetto ad uscire all'87' minuto. Ripresosi dall'infortunio, nel gennaio successivo è stato assegnato alla seconda squadra dei bavaresi, con cui ha segnato il suo primo gol professionistico il 5 maggio 2021 contro il Duisburg.
Il 24 giugno 2022 ha firmato un contratto triennale con il Greuther Fürth.

#### Mainz
Il 1º luglio 2024, il Bayern Monaco annuncia di aver riacquistato il talento tedesco, per girarlo subito dopo in prestito biennale al Magonza.

### Nazionale
Ha giocato nelle nazionali giovanili tedesche Under-16, Under-17, Under-18 e Under-19.

## Statistiche

### Presenze e reti nei club
Statistiche aggiornate al 22 gennaio 2024.
| Stagione        | Squadra           | Campionato      | Campionato | Campionato | Coppe nazionali | Coppe nazionali | Coppe nazionali | Coppe continentali | Coppe continentali | Coppe continentali | Altre coppe | Altre coppe | Altre coppe | Totale | Totale | Totale |
| Stagione        | Squadra           | Comp            | Pres       | Reti       | Comp            | Pres            | Reti            | Comp               | Pres               | Reti               | Comp        | Pres        | Reti        | Pres   | Reti   |        |
| --------------- | ----------------- | --------------- | ---------- | ---------- | --------------- | --------------- | --------------- | ------------------ | ------------------ | ------------------ | ----------- | ----------- | ----------- | ------ | ------ | ------ |
| 2020-2021       | Bayern Monaco     | BL              | 0          | 0          | CG              | 1               | 0               | UCL                | 0                  | 0                  |             | -           | -           | 1      | 0      |        |
| 2020-2021       | Bayern Monaco II  | 3L              | 12         | 2          |                 | -               | -               |                    | -                  | -                  |             | -           | -           | 12     | 2      |        |
| 2021-2022       | Bayern Monaco II  | RL              | 33         | 10         |                 | -               | -               |                    | -                  | -                  |             | -           | -           | 33     | 10     |        |
| 2022-2023       | Greuther Fürth II | RL              | 1          | 0          |                 | -               | -               |                    | -                  | -                  |             | -           | -           | 1      | 0      |        |
| 2022-2023       | Greuther Fürth    | 2L              | 30         | 4          | CG              | 1               | 0               |                    | -                  | -                  |             | -           | -           | 31     | 4      |        |
| 2023-2024       | Greuther Fürth    | 2L              | 17         | 4          | CG              | 2               | 1               |                    | -                  | -                  |             | -           | -           | 19     | 5      |        |
| Totale carriera | Totale carriera   | Totale carriera | 93         | 20         |                 | 4               | 1               |                    | 0                  | 0                  |             | -           | -           | 97     | 21     |        |